# Dasypogon sericeus
Dasypogon sericeus är en tvåvingeart som beskrevs av Philippi 1865. Dasypogon sericeus ingår i släktet Dasypogon och familjen rovflugor. Inga underarter finns listade i Catalogue of Life.